# 7934 Sinatra
7934 Sinatra este o planetă minoră (asteroid) din centura de asteroizi. A fost descoperită pe 26 septembrie 1989 la Observatorul European Austral de Eric Walter Elst și a fost numită după Frank Sinatra. 
Obiectul prezintă o orbită caracterizată de o semiaxă mare de 2,5760117 UAi, o excentricitate de 0,15, o înclinație de 7,86306 ° în raport cu ecliptica.